# Jargão nootka
O Jargão Nootka era um pidgin da língua Nuu-chah-nulth (ou Notka) usado como linguagem de negociações ao longo do litoral Pacífico Noroeste entre o final do século XVIII e o início do XIX, quando se extinguiu. Veio a ser substituída pelo jargão chinook da mesma região, o qual manteve muitas palavras Nootka.